# Mydaea sexpunctata
Mydaea sexpunctata este o specie de muște din genul Mydaea, familia Muscidae. A fost descrisă pentru prima dată de Wulp în anul 1883. Conform Catalogue of Life specia Mydaea sexpunctata nu are subspecii cunoscute.